# Satyrus asperomontana
Satyrus asperomontana är en fjärilsart som beskrevs av Hermann Stauder 1921. Satyrus asperomontana ingår i släktet Satyrus och familjen praktfjärilar. Inga underarter finns listade.